# 風暴人隊
風暴人隊，贊助掛名為DHL風暴人，是一支以南非開普敦為根據地的超級橄欖球聯賽球隊。他們的主場紐蘭茲體育場是聯盟觀眾最多的。

## 外部連結
- 官方網站 （页面存档备份，存于）